# کارل شافر
کارل شافر (به انگلیسی: Karl Schaefer) یک تهیه‌کننده تلویزیونی، نویسنده و بازرگان آمریکایی تبار است. 